# 穆雷 (加利福尼亞州)
穆雷（英語：Murray）是位於美國加利福尼亞州金斯縣的一個非建制地區。該地的面積和人口皆未知。

## 地理
穆雷的座標為36°05′39″N 120°00′12″W / 36.09417°N 120.00333°W，而該地的平均海拔高度為78米（即256英尺）。